# Diarsia intermixta
Espèce
Diarsia intermixta est une espèce de lépidoptères (papillons) de la famille des Noctuidae.
On le trouve depuis le Queensland jusqu'en Tasmanie en Australie ainsi qu'en Nouvelle-Zélande et dans les îles du Pacifique sud.
Il a une envergure d'environ 30 mm.
Sa larve se nourrit sur la moutarde blanche, Arctotheca calendula et est considérée comme un nuisible pour Brassica rapa (le navet notamment).

## Galerie

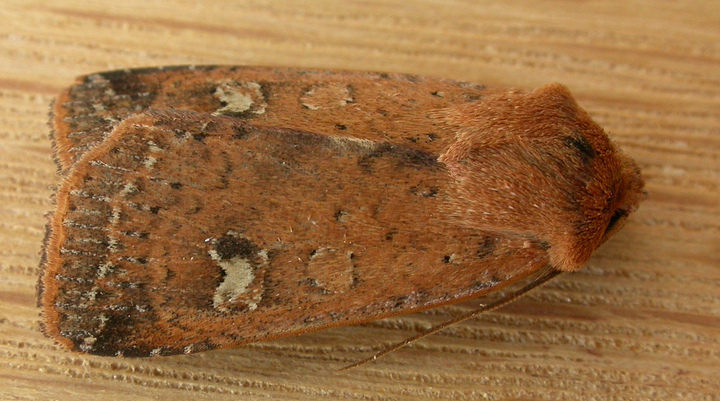

## Synonyme
- Graphiphora compta